# Validación emocional
La validación emocional es el proceso de reconocer y aceptar de la experiencia interna emocional de otra persona y comunicar esa aceptación. Validar una emoción no significa estar de acuerdo con la otra persona o justificarlo. Más bien, es demostrar que se acepta lo que siente la otra persona sin tratar de disuadirla o avergonzarla.

## Efectos de la validación emocional
Se reconoce la validación emocional como una herramienta importante para desarrollar la empatía, fortalecer los vínculos y resolver conflictos, así como para consolar de manera efectiva a personas en proceso de duelo. Estudios sobre la validación emocional han demostrado que esta ayuda a regular las propias emociones tanto de la persona validada como de la persona que está validando, ayudando a resolver conflictos con más facilidad. También se ha visto que la validación emocional aumenta la autoconsciencia emocional de los niños, ayudándolos a expresar sus emociones adecuadamente.

## Invalidación emocional
Lo opuesto a la validación emocional es la invalidación emocional. La invalidación emocional sucede cuando la experiencia emocional de una persona es rechazada, ignorada o juzgada, mediante palabras o acciones que indican que sus emociones y reacciones no tienen sentido para un contexto particular. También se considera invalidación emocional tratar de aminorar la emociones de la otra persona con frases como “no es para tanto”, “ya vas a estar mejor”, “todo sucede por una razón”. Aunque esas frases surgen desde la intención de consolar a la otra persona a menudo tienen el efecto contrario.

## Niveles de validación
según la psicóloga estadounidense Marsha Linehan:
- Primer nivel: atender, mostrar un interés real por la otra persona.
- Segundo nivel: clarificar la información que comparte el consultante por medio de preguntas.
- Tercer nivel: decir a modo de comentario lo que la persona cree que no ha sido dicho de las emociones del otro, siempre pendiente de la respuesta afirmativa o negativa; para clarificar la situación.
- Cuarto nivel: tratar de entender la conducta a través de mencionar la causa de las emociones.
- Quinto nivel: reconocer las emociones y sus causas en el contexto presente como válidos, normalizar la experiencia al describir el contexto.
- Sexto nivel: consiste en mostrar vulnerabilidad y transparencia al demostrar empatía con la experiencia del otro y establecer una relación de iguales; por ejemplo, hablar de lo que uno está sintiendo sobre la situación o sobre lo que se haya experimentado en una situación similar anterior.